# Zdislava (Ort)
Zdislava (deutsch Schönbach) ist eine Minderstadt mit 268 Einwohnern in Tschechien. Sie liegt 12 Kilometer westlich des Stadtzentrums von Liberec im Jeschkengebirge. Die Katasterfläche beträgt 980 ha.

## Geographie
Zdislava erstreckt sich am Fuße des Velký Vápenný (Großer Kalkberg, 790 m) in 425 m ü. M. in einer Hanglage entlang des Zdislavský potok, der hier mit weiteren Zuflüssen ein Becken bildet, das von Hügeln und Wäldern umschlossen wird. Durch den Ort führt die Eisenbahnverbindung von Liberec nach Jablonné v Podještědí. Östlich liegt der Kamm des Jeschkengebirges mit dem Zdislavský Špičák (683 m), Malý Vápenný (687 m) und Lom (682 m).
Nachbarorte sind Jítrava im Norden, Kryštofovo Údolí im Osten, Křižany und Žibřidice im Süden sowie Janovice und Nová Starost im Westen.

## Geschichte
Schönbach wurde 1406 erstmals urkundlich erwähnt. 1848 lebten in dem Ort noch 1160 Menschen. 1906 wurde Schönbach zum Marktflecken erhoben und erhielt das Recht zur Führung eines Wappens. Im 20. Jahrhundert war die Einwohnerzahl zunächst leicht rückläufig. Die Vertreibung der deutschen Bevölkerung nach dem Zweiten Weltkrieg konnte nicht kompensiert werden, so dass die Zahl der Bewohner schließlich auf ein Viertel schrumpfte.
1946 erhielt der Ort nach der Hl. Zdislava von Lämberg den Namen Zdislava. Seit 1990 ist Zdislava wieder eine selbstständige Gemeinde und seit dem 19. Oktober 2016 eine Minderstadt.

## Sehenswürdigkeiten

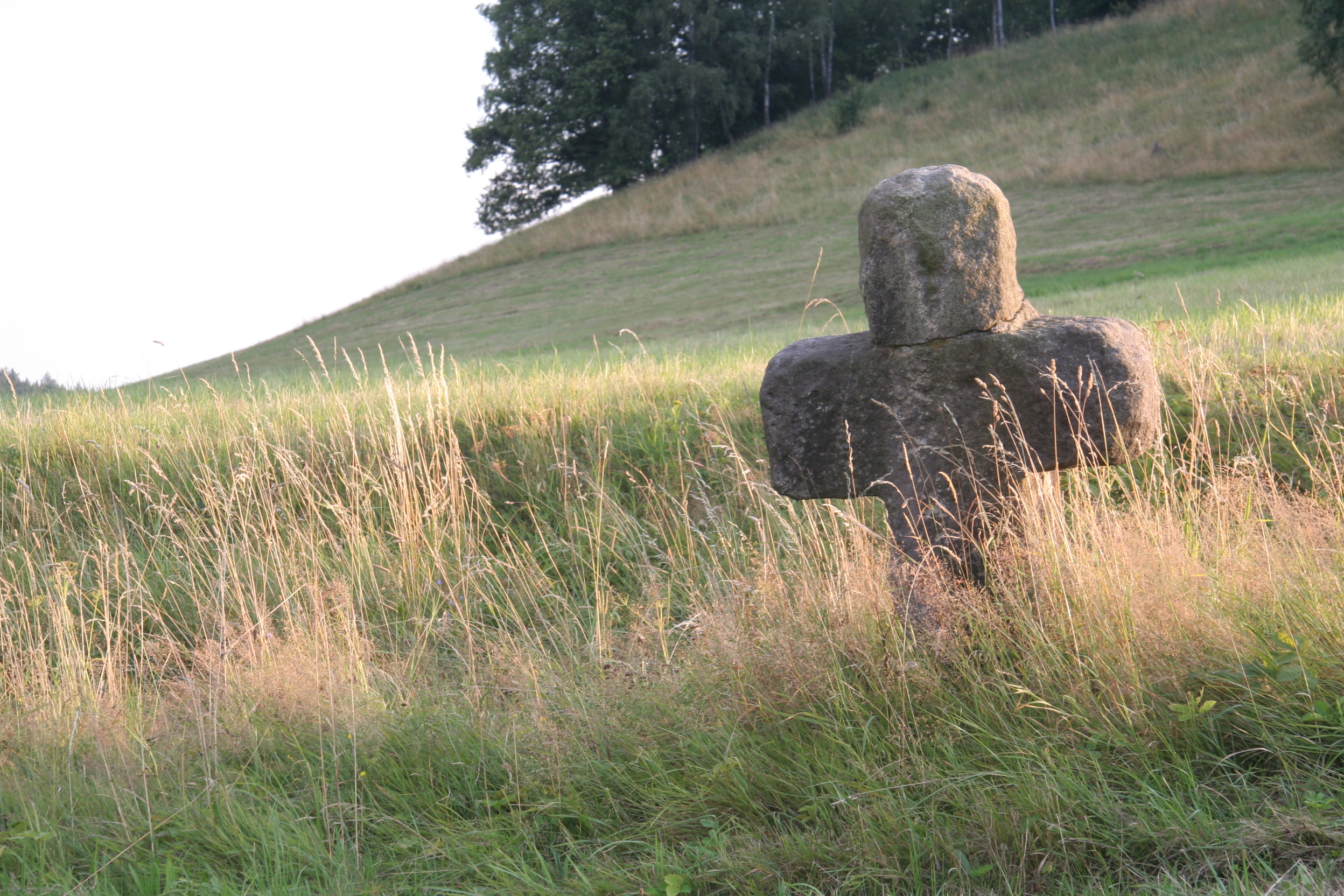
Schwedenkreuz in Schönbach

- Barockkirche Johannes des Täufers von 1726
- Spätbarockes Beinhaus am Eingang zum Friedhof
- Mariensäule und Statue des Hl. Johannes von Nepomuk auf dem Dorfplatz
- Vielzahl von Umgebindehäusern
- Schwedenkreuz, historisches Steinkreuz an der Straße zum Bahnhalt